# José María Beroy
José Maria Beroy García es un historietista, ilustrador y animador español, nacido en Barcelona en 1962.

## Biografía

### Inicios profesionales
Aprende los rudimentos artísticos con el pintor Ismael Font Sabaté (pariente de Alfonso Font). Su trayectoria la inicia con el fanzine Zero junto a otros reputados autores de su generación: Das Pastoras, Pascual Ferry, Antoni Garcés, Miguelanxo Prado o Mike Ratera. 
Al final ya del boom del cómic adulto, llega a publicar algunas historietas en las mejores revistas de la época, como Rambla, Creepy (Doctor Mabuse en 1985) y Zona 84 (999 en 1986).
Posteriormente, publicó en Cairo (Ajeno, 1987-88); Cimoc (Zoo-Aventuras de Tristan Karma, 1990 o Versus, guion de Josep Maria Polls, 1992), El Jueves (1992-1994) y El Pequeño País (1994-96).
En 1994 comenzó a realizar ilustraciones de decorados para la filmación de anuncios con el director de arte Eduard Arruga.
En 1996 empieza a impartir clases en la Escola de Cómic Joso, al mismo tiempo que las recibe de Comunicació Audiovisual en la Universidad Pompeu Fabra.

### Nuevos mercados (1999-presente)
En busca de nuevos mercados en los que poder seguir desarrollando su vocación historietística, Beroy empieza a trabajar para el mercado infantil alemán a través de la agencia Comicon, realizando sin firmarlos y con un estilo cercano al del manga varios números de Digimon (1999-2004) y Totally Spies (2001), además de colaborar con ilustraciones e historietas en las revistas Jessy (2004-2005) y Bobbi (esta última repartida gratuitamente desde 2007 por Volkswagen en sus concesionarios en Alemania).
También el mismo año, había empezado a tantear el mercado estadounidense en dos álbumes colectivos de Paradox Press: The big book of grimm y The big book of hoaxes. En 2001, con guion de Steve Vance, inicia una miniserie de 4 números de Deadman para DC Comics. Eventualmente, esta sufriría las consecuencias de los atentados del 11 de septiembre al recortar su editor las escenas más violentas. Un día después del atentado terrorista Beroy asistiría al nacimiento de su primer hijo, de nombre Roger.
Años después, empieza a trabajar para la estadounidense IDW Publishing; los comic book "Alien Spotlight: Vulcans" (2007)  y Dr. Who #2 (2008), con guiones de James Patrick y Gary Russell, respectivamente, serían sus trabajos para esta editorial.
A partir de 2006 tantea también el mercado francófono, en el que con anterioridad se habían publicado alguno de sus álbumes editados en la década de los 80 como Ajeno o Zoo, Las Aventuras de Tristán Karma (Premio Especial del Jurado en el festival de Sierre en 1989). En esta ocasión es a través de la productora Seven Sept para la que realiza las aproximadamente 400 ilustraciones del proyecto audiovisual "Sanglante Chicago" que fue definido como BDVD, un híbrido entre un DVD y un cómic o "bande déssinée". En 2007, Editions Soleil le propone participar en el álbum colectivo Johnny Halliday. A comienzos de 2010, esta editorial francesa, dentro de su sello Cherche Futurs, y con el permiso de Lois McMaster Bujold comienza a publicarle la adaptación a cómic de la serie de Miles Vorkosigan, con un primer tomo titulado como la novela homónima: "L'Apprentissage du Guerrier" (El aprendiz de guerrero). El guion fue realizado por Dominique Latil y la portada por Alain Brion. La serie, y por extensión el mismo sello "Cherche Futurs" no logran las ventas esperadas y son cancelados por la editorial. 
Posteriormente, Beroy colabora con la editorial Glénat España en el relanzamiento de la histórica serie Hazañas Bélicas con su participación en el álbum "Dos Águilas de un tiro" con guion de Hernán Migoya. 
En 2011 comienza a trabajar en el díptico "À l´Ombre du Convoi" para la editorial francesa Casterman con guion del belga Kid Toussaint. La historia narrada en los dos álbumes se basa en un hecho histórico único: el asalto por parte de tres miembros de la resistencia belga (Youra Livchitz, Robert Maistriau y Jean Franklemon al convoy número 20 de deportados que, procedente de las Cassernes Dossin en Malinas tenía como destino los campos de concentración. El asalto, realizado con medios primarios y sin armas, liberó a más de 200 prisioneros, aunque muchos de ellos fueron abatidos por los guardas del tren o recapturados. La obra cuenta con un emotivo prólogo de Simon Gronowski, uno de los pocos supervivientes de aquella histórica fuga, que entonces contaba con poco más de 10 años de edad. En el díptico se narra parte de la historia europea donde el nacionalismo ha tenido un desgraciado protagonismo como instigador de guerras, racismo y genocidio. La obra obtuvo excelentes críticas en Francia y una mención especial por parte de la Liga de los Derechos Humanos en Bélgica.
A principios de 2014 al álbum Versus que Beroy realizó en 1992 para la Editorial Norma junto al guionista Josep Maria Polls fue objeto de una puesta al día con objeto de su publicación en Francia a cargo de la filial francesa de la editorial española Diábolo Ediciones.

## Obra
| Fecha   | Título                                                   | Guionista         | Entintador | Colorista                      | Tipo                                                                       | Publicación       |
| ------- | -------------------------------------------------------- | ----------------- | ---------- | ------------------------------ | -------------------------------------------------------------------------- | ----------------- |
| 01/2010 | La Saga Vorkosigan Volume 1. L´Apprentissage du Guerrier | Dominique Latil   | Beroy      | Beroy, Iñigo Moxo              | Único álbum editado de la adaptación de la novela de Lois Mc Master Bujold | Soleil Prod       |
| 09/2010 | Versus                                                   | Josep Maria Polls | Beroy      | Beroy                          | Reedición revisada del álbum original de 1992                              | Diábolo Ediciones |
| 11/2010 | Onírica                                                  | Beroy             | Beroy      | Beroy                          | Recopilación primeros álbumes                                              | Glénat España     |
| 12/2011 | Dos águilas de un tiro                                   | Hernán Migoya     | Perro      |                                | Entrega del serial "Nuevas Hazañas Bélicas"                                | Glénat España     |
| 01/2012 | À l´Ombre du Convoi, Le Poids du passé                   | Kid Toussaint     | Beroy      | Beroy, Iñigo Moxo              | Primer volumen de un díptico                                               | Casterman         |
| 03/2013 | À l´Ombre du Convoi, L´Espoir d´un lendemain             | Kid Toussaint     | Beroy      | Beroy, Iñigo Moxo, Javi Chaler | Segundo volumen de un díptico                                              | Casterman         |